# José María Gasque y Llopis
José María Gasque y Llopis (Múrcia, 1831 - 1859) fou un religiós i compositor espanyol. Fou mestre de capella de la catedral de Múrcia i va escriure per aquesta Seu un crescut nombre d'obres de força mèrit, destacant entre elles dues misses a 4 veus, unes vigilies, un miserere i un responsori de Nadal.